# Ноктурно у Гранд хотелу
„Ноктурно у Гранд хотелу” је југословенски ТВ филм из 1964. године. Режирала га је Љиљана Билуш а сценарио је написао Волфганг Хилдешеимер.

## Улоге
| Глумац         | Улога |
| -------------- | ----- |
| Борис Бузанчић |       |
| Борис Фестини  |       |
| Ђурђа Ивезић   |       |
| Божена Краљева |       |
| Иво Сердар     |       |
| Бранка Стрмац  |       |
| Звонко Стрмац  |       |
| Иван Шубић     |       |